# Dina Galiakbarova
Dina Ėduardovna Galiakbarova (in russo Дина Эдуардовна Галиакбарова?; Biškek, 2 novembre 1991) è una schermitrice russa.

## Palmarès
In carriera ha conseguito i seguenti risultati:
- Mondiali di scherma

Parigi 2010: oro nella sciabola a squadre.
Catania 2011: oro nella sciabola a squadre.
Kiev 2012: oro nella sciabola a squadre.
- Europei di scherma

Sheffield 2011: bronzo nella sciabola a squadre.
Legnano 2012: oro nella sciabola a squadre.